# 전도성 고분자
전도성 고분자란 금속 전도체처럼 전기 전도율을 지닌 고분자이다.  일반적인 유기 고분자와 달리 금속이나 반도체의 전기적, 자기적 그리고 광학적 성질을 동시에 갖는 고분자를 의미한다.

## 전기 전도도의 분자적 기초
몇 몇 고분자의 전도도는 몇 가지 과정에 대한 결과이다. 예를 들어 폴리에틸렌과 같은 전통적인 고분자에서 원자가전자는 sp3 혼성 공유결합에 존재한다. 이러한 시그마 결합 전자는 낮은 이동성을 가지며 물질의 전기전도도에 기여하지 않는다. 하지만 conjugated된 물질의 경우 완전히 다른 상황을 가진다.
전도성 고분자는 sp2 혼성 탄소 중심이 인접해있는 골격 구조를 지닌다. 각 중심의 한 원자가전자는 다른 세 개의 시그마 결합과 수직한 pz 오비탈 안에 존재한다. 모든 pz 오비탈은 서로 결합하여 오비탈들이 넓게 비편재화되어있는 하나의 분자를 이룬다. 이러한 비편재화된 오비탈에 존재하는 전자들은 물질이 산화에 의해 도핑될 때 높은 이동성을 가진다. 따라서 conjugated p 오비탈은 1차원의 전도띠를 형성하고 이 띠 내부의 전자는 띠가 부분적으로 비어있을 때 이동성을 가진다.

전도성 고분자의 띠 구조는 tight binding model에 의해 쉽게 계산될 수 있다. 이러한 물질은 이론적으로 덜 채워진 띠에 전자가 채워지는 환원적인 도핑이 가능하다. 그러나 일반적으로 유기 전도체는 산화적으로 도핑되며, p 타입 물질을 만든다.
유기 전도체의 산화 환원 도핑은 실리콘 원자 중 소량이 다른 전자가 풍부한(ex: P, 인) 혹은 전자가 부족한(ex: B, 붕소) 원자로 교체되어 각각 p형, n형 반도체를 형성하는 실리콘 반도체의 도핑과 유사하다.
도핑되지 않은 conjugated 고분자는 반도체이거나 절연체이다. 

몇몇 물질의 에너지 gap은 2eV이상인데, 이 값은 열적으로 활성화된 전도에 비해 너무 큰 값이다. 따라서 폴리티오펜, 폴리아세틸렌과 같은 도핑되지 않은 conjugated 고분자는 10-10~10-8S/cm의 낮은 전기전도도 값을 보인다. 아주 적은 양(<1%)의 도핑만으로도 전기전도도는 0.1S/cm까지 크게 증가한다. 전도성 고분자의 연이은 도핑은 서로 다른 고분자에 대해 0.1~10kS/cm 정도의 값에서 전도도의 포화를 일으킨다.

현재까지 발표된 가장 큰 전도도 값은 stretch 지향 폴리아세틸렌의 80kS/cm이다.

폴리 아세틸렌의 파이 전자들이 사슬을 따라 비편재화되어있기는 하나, 순수한 폴리아세틸렌은 금속이 아니다. 폴리아세틸렌은 1.44 Å의 단일 결합과 1.36 Å의 이중 결합이 교대되는 구조를 가진다.[61]
도핑 없이 전도도를 높이려면 field effect 트랜지스터(유기 FET 혹은 OFET)나 빛의 조사가 필요하다. 몇몇 물질은 무기 비결정성 반도체와 유사하게 음의 미분 저항과 전압 조절 ‘스위칭’을 나타낸다.
일반적으로 전도도는 결정성이 높고 사슬의 정렬이 더 잘될 수록 높아진다고 알려져 있다. 그러나 이는 폴리아닐린에서는 적용되지 않으며, 최근 매우 큰 비결정성을 가진 PEDOT에 대해서만 확인되었다.

### 전도성 고분자의 도핑과 전도 메커니즘
고분자는 오랫동안 절연체로 알려져 왔으나, 전기 전도성을 가지는 많은 고분자들이 존재한다. 이러한 고분자들의 전기 전도성은 고분자 사슬에 있는 공액계로 인해 형성된다. 그러나 이러한 고분자들의 전도성은 상대적으로 낮다. 따라서 고분자에 도핑을 해주는 것이다. 이때의 도핑은 기존의 반도체 도핑 과정과는 다르다. 

고분자에서의 도핑은 근본적으로 고분자와 도핑 이온 사이에서 염이 형성되는 산화 환원 반응이다. 그러나 전도성 유기 고분자의 경우에는 양성자성 용매에 의해 셀프 도핑이 되는 경우도 있다. 즉, 고분자의 전자가 원자가띠에서 산화에 의해 제거되거나(p-도핑), 혹은 전도띠에서 환원에 의해 추가될 때(n-도핑) 비로소 높은 전도성을 갖는 고분자가 될 수 있다.

다음은 PA(폴리아세틸렌)에서의 p 도핑과 n 도핑의 예시이다.

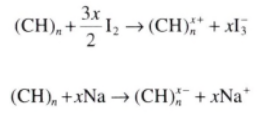

P-도핑의 경우 전자는 고분자 골격의 HOMO에서 dopant로 이동하며 정공을 만든다. 반면 n-도핑의 경우 고분자 골격의 LUMO에서 전자가 이동하여 전자를 전하 운반자로 가지게 된다. 대부분의 학문적 관심은 높은 안정성을 가지는 p-도핑에 집중되어 있다.

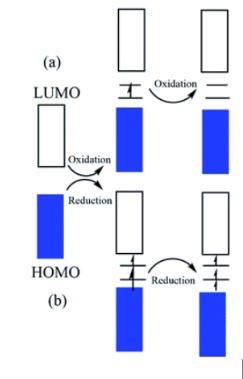

### 전하 운반자의 운반 모델
전도성 고분자에서 전하 운반자는 결합 영역뿐만 아니라 사슬 간 갭에서도 움직일 수 있다. Mott는 전기 전도성이 온도와 농도에 의존한다고 설명하였으며, 전도도의 온도 의존성은 몇몇 모델로 설명될 수 있다.

#### Mott model
Mott 모델은 비결정성 재료와 유기 고분자의 전도 메커니즘을 설명하는데 사용되며, 전도도의 온도 의존성을 설명한다.

이 모델에서 Mott는 뒤틀린 계에서의 온도 거동을 설명하려 했으며, 전하 운반체가 포논 에너지의 흡수를 통해 다른 에너지를 가진 하나의 에너지 상태에서 다른 에너지 상태로 이동하는 것을 관찰했다. 호핑(한 에너지 상태에서 다른 에너지 상태로의 전자의 이동)에는 다음과 같은 두 가지 요인이 있다: 터널링 인자(e -L/ν, ν: 편재화 길이, L: 호핑 길이)와 볼츠만 인자

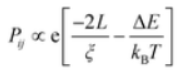

L 과 ΔE 는 state의 밀도인 N(EF)와 연관이 있다.
LdΔE N(EF)는 1에 가까운 값을 가지며, 이 때 d는 시스템의 차수이다. 위 식에서 부피 Ld  에너지 구간에서 이용 가능한 에너지 상태의 수와 상태의 밀도의 곱은 1차임을 알 수 있다.

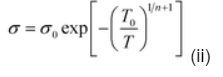

n은 전하 이동의 차수이며, σ0는 실온에서의 전도도, T0 는 Mott 온도 상수이다.

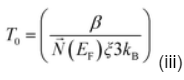

log σ vs T-γ를 도시하여 최소 제곱 곡선을 그리면 차원 및 전하 수송 메커니즘에 대한 아이디어를 얻을 수 있다.

#### Schaefer–Siebert–Roth model
이 모델은 Mott 모델과 약간의 차이가 있다. Mott 모델의 경우 편재화 길이와 호핑 거리를 고려했다면, Schaefer–Siebert–Roth model에서는 공액 길이를 갖는 편재화 길이를 고려한다. 

폴리아세틸렌이 p dopant 혹은 n dopant로 도핑될 때, π 결합이 깨지며 폴라론 및 바이폴라론과 같은 전하 운반자가 나타나고, 이러한 전하 운반자의 등장은 골격 구조 내부와 다른 공액 길이를 형성하게 된다.

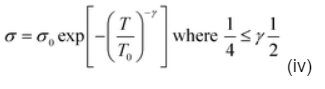

여기서 σ0 와 T0는 편재화 길이에 의존하며, γ는 페르미 레벨에서의 상태 밀도에 의존한다.

## 종류
선형 주사슬 "폴리머 블랙” (polyacetylene, polypyrrole, polyindole, polyaniline)과 이들의 공중합체는 전도성 고분자의 주요 종류이다.
폴리(p-phenylene vinylene) (PPV)와 그 가용성 유도체는 전형적인 전기 발광 반도체 고분자로 떠오르게 되었다. 오늘날 폴리(3-alkylthiophenes)는 태양전지와 트랜지스터의 전형적인 재료로 쓰인다.
다음 표는 그들의 조성에 따른 유기 전도성 고분자를 나타낸다. (연구가 잘 진행된건 볼드체, 연구가 덜 진행된건 이태릭체로 표기)

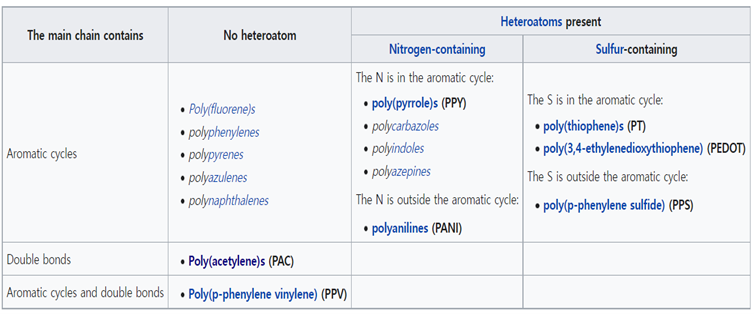

충분히 연구된 고분자의 구조식은 다음과 같다.

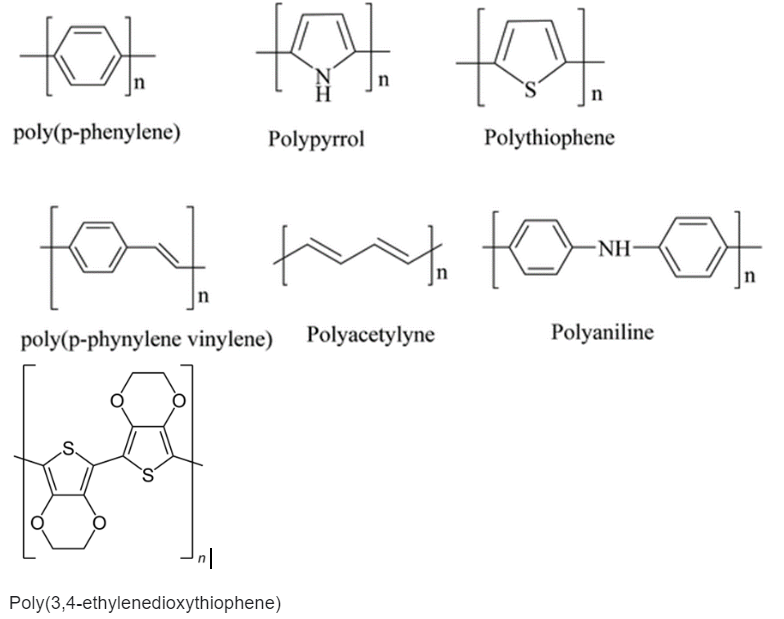

## 합성
전도성 고분자는 다양한 방법으로 제조된다. 대부분의 전도성 고분자는 모노사이클릭 전구체의 산화적 결합에 의해 제조된다. 이러한 반응에는 탈수소화가 수반된다:
n H–[X]–H → H–[X]n–H + 2(n–1) H+ + 2(n–1) e−
대부분 폴리머의 낮은 용해도는 문제를 야기한다. 일부 연구자들은 용해도를 높이기 위해 일부 또는 모든 모노머에 가용화(용해) 작용기를 추가한다. 다른 연구자들은 이 문제를 해결하기 위해 나노 구조체를 형성하고, 계면활성제로 안정화된 전도성 고분자를 물에 분산시키는 방법을 이용한다. 여기에는 폴리아닐린 나노섬유와 PEDOT:PSS가 포함된다. 많은 경우에 전도성 고분자의 분자량은 폴리에틸렌과 같은 일반적인 고분자보다 낮다. 다만, 원하는 특성을 얻기 위해 분자량이 꼭 높아야하는 것은 아니다.
전도성 고분자를 합성하는데 사용되는 두 가지 주요 방법은 화학적 합성과 전기(공)중합이다. 화학적 합성이란 모노머를 가열, 가압, 광노출, 촉매 등 다양한 조건 하에 두고 모노머의 탄소-탄소 결합을 연결하는 것을 의미한다. 이 방법의 장점은 높은 수확량이며, 단점은 최종 생성물에 불순물이 많다는 것이다. 전기(공)중합은 반응기 또는 모노머를 포함하는 용액에 3개의 전극(기준 전극, 대향 전극 및 작동 전극)을 삽입하는 것이다. 전극에 전압을 가함으로써 고분자 합성을 위한 산화환원 반응이 촉진된다. 전기(공)중합은 순환 전압을 가하는 순환 전압전류법(Cyclic Voltammetry)과 정전압을 가하는 정전위법(Potentiostatic method)으로 나눌 수 있다. 전기(공)중합의 장점은 제품의 순도가 높다는 것이다. 그러나 이 방법으로는 한 번에 몇 가지 제품만 합성할 수 있다.
여러 고분자의 합성 과정은 다음과 같다.

### 폴리아세틸렌
도핑된 폴리아세틸렌의 발명 및 전도도 향상에 대한 연구는 노벨상을 받았다. 폴리아세틸렌과 그 유도체는 다기능적 거동을 보인다. 조사해보면 전기 전도도, 광전도도, 액정 특성 및 카이랄 인식을 포함한 일부 기능이 나타난다. 폴리아세틸렌의 주 사슬은 선형 폴리엔 사슬로 구성된다. 이것은 유연하고 펜던트기 치환이 가능하다. 다시 말해, 교대 탄소에 존재하는 수소 분자가 다른 분자로 대체되어 일치환 또는 이치환 된 폴리아세틸렌을 형성할 수 있다.

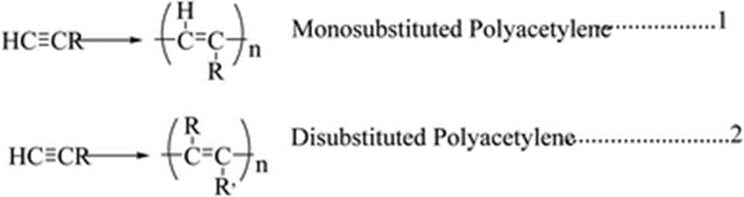
<반응식 1> 일치환 및 이치환 된 폴리아세틸렌의 형성

전도성 고분자는 화학적 산화, 전기화학적 중합, 기상 합성, 열수, 용매열, 주형 보조, 전기방사, 자가조립 및 광화학적 방법, 포함 방법, 고체 상태 방법 및 플라즈마 중합을 포함한 다양한 방법을 사용하여 합성되었다.( 그림 2 ). 일반적으로 전도성 고분자는 원래 상태에서 낮은 전기 전도성과 광학적 특성을 갖는다. 그러나 적절한 재료로 도핑하면 우수한 특성을 얻을 수 있다. 폴리아세틸렌은 10 -5 s cm -1 범위의 전도도를 가지지만 도핑 수준이 증가하면 전도도가 10 2 ~ 10 3 s cm-1 로 급격히 상승한다.그리고 도펀트 재료에 따라 특성도 변경되고 전기화학적 또는 광학적 기계적 특성 등을 조정할 수 있게 된다.

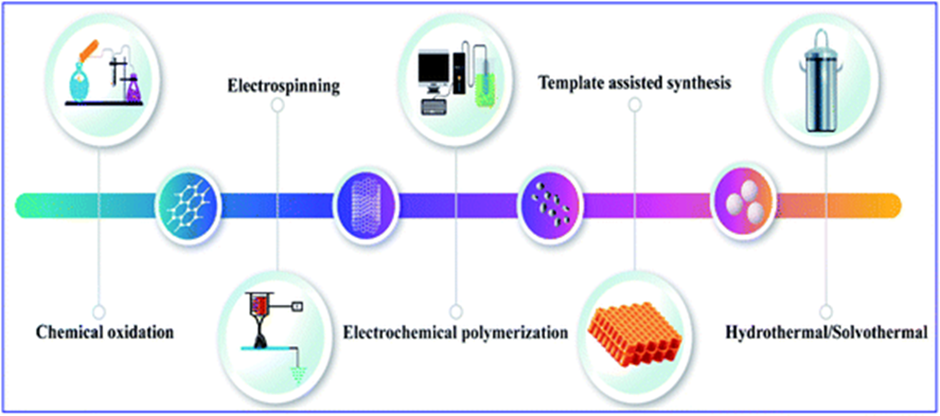
<그림 2> 전도성 고분자의 합성 방법 개략도

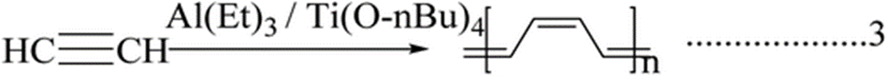
<반응식 2> Ziegler-Natta 촉매를 사용한 폴리아세틸렌 합성

폴리아세틸렌의 합성 방법에는 촉매 중합, 비촉매 중합, 다른 중합체의 촉매 중합, 전구체 보조 합성이 있다. 촉매 중합 기술의 경우 Ziegler-Natta 촉매 또는 Luttinger 촉매와 같은 촉매가 합성에 사용된다. 아세틸렌의 중합은 폴리아세틸렌 중합체 및 시클로옥타테트라엔 및 비닐 아세틸렌과 같은 올리고머를 생성한다. 폴리아세틸렌 합성에 사용할 수 있는 촉매는 많이 있으며 그 중 Zeigler-Natta 촉매는 유기용매에 대한 용해도가 높고 선택성이 높다. Ti(0-n-C4H9)4 와 (C2H5)3A1 의 조합도 촉매가 코팅된 반응 플라스크의 벽에 폴리아세틸렌의 고결정성 독립 필름을 생성한다( 반응식 2 ).
Luttinger 촉매를 이용한 폴리아세틸렌 합성은 다음과 같다. 이 촉매는 하이브리드 환원제와 염화니켈과 같은 [VIII]족 금속 착물의 조합으로 구성되며, 미량의 올리고머 없이 고분자량 폴리아세틸렌을 생성한다(반응식 3). Ziegler-Natta 촉매와 비교할 때 Luttinger 촉매는 촉매 작용을 위한 용매로 물-에탄올 테트라히드로푸란(THF) 또는 아세토니트릴과 같은 친수성 용매를 사용한다. 그러나 Zeigler-Natta 촉매보다 촉매 활성이 낮고 이 촉매에 의해 형성된 생성물은 거의 동일한 물리적 및 화학적 특성을 갖는다.

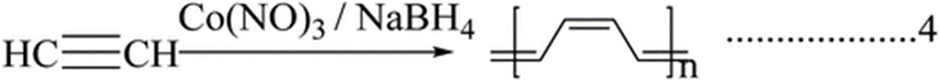
<반응식 3> Luttinger 촉매를 이용한 폴리아세틸렌 합성

아세틸렌의 전기화학적 중합은 비촉매 중합으로 분류된다. 불활성 금속 표면에 적절한 전해질이 있는 상태에서 단량체 전구체의 양극 산화는 전기화학적 합성으로 간주된다. 순환 전압전류법(cyclic voltammetry), 전위차법(potentiostatic), 정류전류법(galvanostatic), 정류전류 전하방전(galvanostatic charge discharge) 기술과 같은 다양한 전기화학적 기술이 합성에 사용된다. 이 기술의 주요 장점은 금속에 고분자 필름을 직접 증착할 수 있다는 것과 전기화학적 매개변수를 조정하여 필름 두께를 쉽게 제어할 수 있다는 것이다. Korshak와 그 동료들은 1,3,5,7-cyclooctatetraene을 복분해 촉매 W[OCH(CH2Cl)2]nCl6-n(C2H5)2AlCl (n=2 or 3)로 개환 중합하여 폴리아세틸렌 필름을 합성했는데, 이는 아세틸렌 단량체를 사용하지 않고 폴리아세틸렌을 합성한 예이다. 아세틸렌 가스에 UV를 조사하면 폴리아세틸렌이 생성되는 접합 시스템의 광 유도 합성도 보고된 바 있다.

### 폴리아닐린
폴리아닐린은 전도성 고분자 중에서 가장 유망하고 가장 많이 연구되고 있으며, 높은 안정성, 높은 가공성, 조정 가능한 전도성 및 광학 특성을 갖는다. 폴리아닐린의 전도도는 도펀트 농도에 따라 달라지며 pH가 3 미만일 때만 금속과 같은 전도도를 나타낸다. 폴리아닐린은 다양한 형태로 존재한다( 도표 2 ).

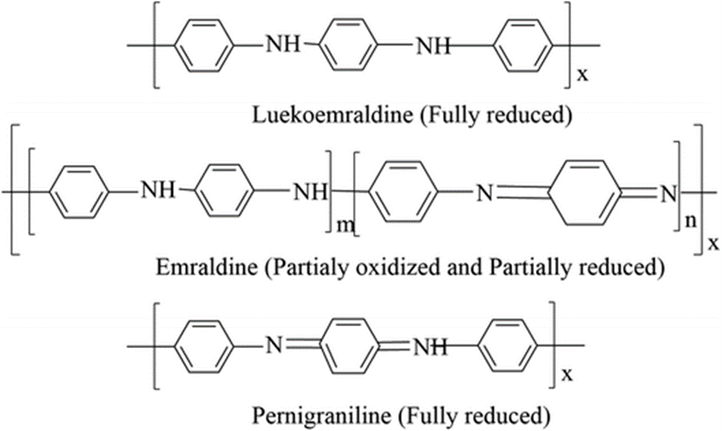
<도표 2> 다양한 형태의 폴리아닐린에 대한 구조적 예시

폴리머 백본(backbone)은 다른 비율의 퀴노이드 및 벤조이드 고리로 구성된다. 비율의 차이로 인해 3가지 산화 상태가 존재한다. 완전히 환원된 류코메랄딘(leucoemeraldine) 형태는 퀴노이드 상태이고, 완전히 산화된 페르니그라닐린(pernigraniline) 형태는 벤조이드 상태이며, 전도성 에메랄딘(emeraldine) 형태는 벤조이드 및 퀴노이드 고리의 비율이 동일하다.폴리아닐린은 적당히 산화된 상태에서만 전도성이 되며 완전히 산화된 상태에서는 절연체가 된다. 도펀트는 화학적 특성을 변경하지 않으며 주쇄와 결합을 생성하지 않는다. 그것은 폴리머 사슬의 가까운 곳에 존재한다.
화학적 산화 방법은 폴리아닐린을 합성하는 가장 간단한 방법 중 하나이다. 이 방법에서 해당 중합체의 단량체 전구체는 주변 조건에서 적절한 산의 존재 하에 산화제와 혼합되어 생성물을 제공하며, 여기서 도핑 산 및 산화제는 관련 저자가 선호하는 것이다(반응식 4). 반응 매질의 색상이 녹색으로 변하면 폴리아닐린이 형성되었음을 나타낸다. 합성물의 제조도 동일한 방법을 따른다. 일반적으로 과황산 암모늄, 과산화 이황산 암모늄, 질산 세릭, 황산 세릭, 중크롬산 칼륨 등과 같은 산화제가 사용된다. 산 도펀트의 pH에 따라 전도도는 물리적 매개변수를 효과적으로 조절한다. 폴리머와 복합재료의 pH가 1~3일 때 좋은 전도성을 가진다.

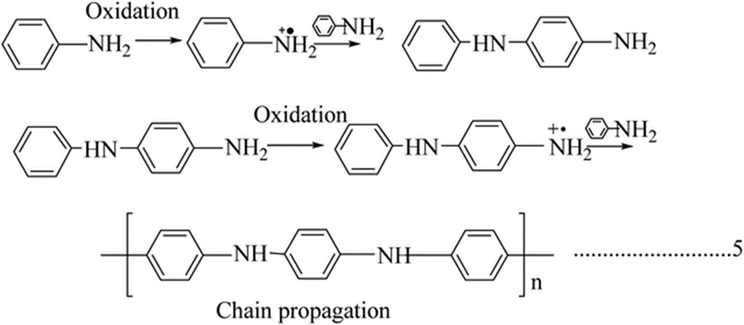
<반응식 4> 화학적 산화법에 의한 폴리아닐린의 합성

계면중합은 아닐린 단량체가 톨루엔과 같은 유기 용매, 산화제 용액 및 도판트산 함유 수용액에 용해된 폴리아닐린을 합성하는 데에도 사용된다. 중합은 산화제 용액이 단량체 용액에 첨가될 때 이 두 비혼화성 액체의 계면에서 일어난다. 폴리아닐린 합성을 위해 마이크로에멀젼 기술도 사용된다. 여기서 중합은 두 개의 비혼화성 액체 사이의 계면에서도 발생하지만 차이점은 사용되는 계면활성제이다.
전기중합 기술은 산화제의 영향 없이 발생하며 폴리아세틸렌의 경우에도 동일하다.

### 폴리피롤
폴리피롤은 높은 안정성, 향상된 전도성으로 인해 상업적 관심이 증가하고 있다. 폴리피롤은 단독 중합체 및 복합물을 비교적 쉽게 형성할 수 있다는 특징을 갖는다. 폴리피롤은 과산화수소의 존재하에서 피롤 단량체의 화학적 산화에 의해 처음 제조되었으며 흑색 분말 물질이었다. 폴리피롤은 도핑되지 않은 순수한 상태에서 절연 물질처럼 행동하며 브롬 또는 요오드와 같은 할로겐 전자 수용체로 도핑될 때 10 -5 sm-1 의 일정한 전도도를 나타낸다. 결정성이 아닌 성질상 무정형으로 작용하지만, 벌크 폴리피롤은 결정화도가 15%이고 결정영역은 단사정상이다. 전기화학적으로 합성된 1μm 두께의 폴리피롤은 황갈색을 띠며 양성자화 농도의 증가에 의해 변태가 일어나며 공기중에서 더 높은 안정성, 300°C 범위에서 높은 열적 안정성을 갖는다. 도펀트 음이온의 손실로 인해 열 열화가 발생할 수 있다.
전도성이 높은 폴리피롤을 얻기 위해 전기화학적 합성이 널리 사용되며, 절차와 기술은 다른 전도성 고분자와 유사하다(반응식 5). 이 기술에서는 양극 크기가 줄어들기 때문에 제품 수율이 제한된다. 이 방법이 다른 기술에 비해 갖는 주요 이점은 전기화학적 매개변수를 제어하여 두께와 형태를 제어할 수 있다는 것이다. 사용 가능한 전기화학적 합성 메커니즘이 많이 있다. 여기 이 중합 메커니즘에서 탈양성자화로 인해 자유 라디칼 양이온이 발생하고 이 자유 라디칼은 중성 단량체 단위를 공격한다. 이량체 라디칼의 재산화 및 양성자 손실 후, 이량체 분자는 후속 산화를 경험할 수 있으며, 이는 사슬 성장을 초래한다. 피롤의 산화 과정에서 양성자의 방출이 실험적으로 관찰되었다.

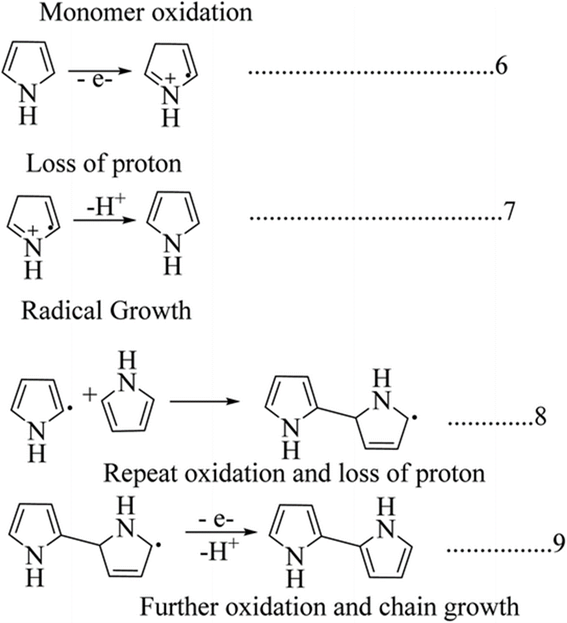
<반응식 5> 폴리피롤의 전기화학적 합성 메커니즘

폴리피롤은 처음에 H2O2 존재 하에서 피롤 단량체의 산화에 의해 합성되어 무정형의 흑색 분말형태로 얻어졌다. 피롤 블랙은 유기용매에 녹지 않으며 10-10~10-11 s cm-1 범위에서 제한된 전도도를 보인다. 이 물질은 산과 과산화물을 사용하여 제조되며, 할로겐 전자 수용체로 도핑되면 전도도가 증가한다. 일반적으로 수성 또는 무수 FeCl3 , 또는 철( III ) 또는 구리( II )의 기타 염이 화학적 산화제로 널리 사용된다.
다음과 같은 몇 가지 요인이 전도도와 수율에 영향을 미친다.
(1) 사용된 용매 유형 및 산화제; (2) 피롤/산화제 비율; (3) 반응 온도 및 반응 시간.
폴리피롤이 FeCl3 산화제로 제조될 때, 최종 생성물은 Cl - 음이온으로 도핑된다.
n C4H5N + (2+y)n FeCl3 → [(C4H3N)ny+ ny Cl- ]+ + (2+y)n FeCl2 + 2n HCl
높은 전도성 폴리피롤은 수용액에 산화제를 첨가하여 수용액의 산화 전위를 조절함으로써 합성된다. 금속염 외에도 폴리피롤은 다양한 용매에서 브롬이나 요오드와 같은 할로겐 전자 수용체를 사용하여 합성된다.

### 폴리(p-페닐렌)
폴리(p- 페닐렌)은 C-C 결합으로 직접 연결된 벤조이드 방향족 핵으로 구성된 거대분자이다. 폴리(p- 페닐렌)은 높은 열 안정성, 높은 공기 안정성, 쉬운 도핑 및 조정 가능한 전도성 및 높은 광학 특성으로 인해 상당한 관심을 끌고 있다. 접합과 함께 폴리머 백본의 기계적 강성은 비선형 광학 분야에서 유망한 발전이다. 폴리(p- 페닐렌)의 용해도는 제한적이지만 유연한 측쇄가 골격에 부착되면 점차 증가한다. 폴리(p- 페닐렌)의 전도도는 적절한 도펀트로 도핑되면 14배 증가하며 p형 및 n형 도핑을 모두 허용한다. 전도도는 도펀트 노출 시간에 따라 증가한다. 폴리(p-페닐렌)은 다른 공액 시스템에 비해 향상된 광학적 특성과 청색광 방출로 인해 유기 LED 제조에 중요한 역할을 한다. 폴리(p-페닐렌)의 구조적 특징은 온도에 따라 달라진다. 즉, 높은 온도 범위에서는 평면 구조를 나타내고 낮은 온도 범위에서는 상전이 및 왜곡된 평면 구조를 나타낸다. 폴리(p-페닐렌)은 조정 가능한 광학 밴드 갭을 가지며 적절한 도펀트를 추가하거나 측쇄를 추가하여 구조적 변화가 발생한다. 폴리(p-페닐렌)은 더 높은 기계적 특성을 나타낸다. 또한 엔지니어링 폴리머에 비해 매우 높은 인장 특성을 나타낸다. 폴리에테르에테르케톤(PEEK)이나 열경화성 폴리이미드(PI)에 비해 2배 높은 모듈러스와 강도를 보인다. 폴리파라페닐렌은 140 °C의 온도 범위 내에서 다양한 기계적 응용 분야에서 다양한 용도로 사용된다.
벤젠 분자의 직접 산화는 폴리(p- 페닐렌)의 합성에 널리 사용된다. 여기 이 절차에서 벤젠 핵과 산화 촉매의 탈수소 결합으로 탄소-탄소 결합이 형성된다. 중합 반응은 이원 또는 단일 시스템으로 구성된 시약을 사용하여 수행된다( 반응식 6,7 ). 바이너리 시스템은 루이스산과 산화제 시스템으로 구성되며, 단일 시약 시스템(FeCl3)의 경우 시스템 자체가 루이스산과 산화 시스템의 역할을 모두 수행한다. AuCl3와 CuCl2 시스템의 조합은 이원 시약 시스템의 한 예이다. 여기서 AuCl3 루이스산으로 작용하고 CuCl2는 산화제로 작용한다. 반응은 36–37 °C의 온도에서 수행된다.

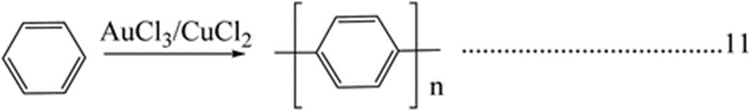
<반응식 6> 이원 시스템(루이스산 및 산화제 시스템 모두)을 사용한 폴리(p- 페닐렌)의 합성

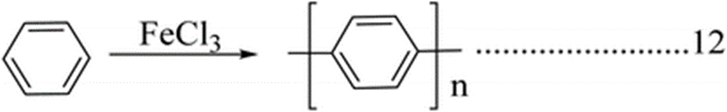
<반응식 7> 단일 시스템(산화제 시스템)을 사용한 폴리(p- 페닐렌)의 합성

화학적으로 합성된 최초의 폴리(p-페닐렌)은 금속 커플링 반응인 Wurtz-Fittig 반응을 이용하여 얻었다( 반응식 8 ). Ulman 반응은 또한 폴리(p-페닐렌)을 얻기 위해 사용되며 이 방법으로 얻은 생성물은 분자량이 낮고 구조적 불규칙성이 더 적다( 반응식 9 ). 그러나 이 방법은 메틸 및 니트로 그룹과 같은 치환된 페닐의 제조에 더 유용하다.

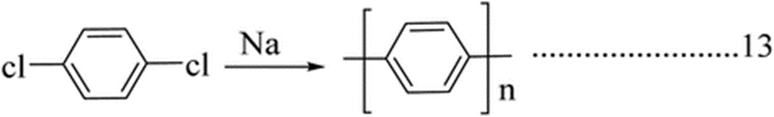
<반응식 8> Wurtz-Fittig 반응을 사용한 폴리(p-페닐렌)의 합성

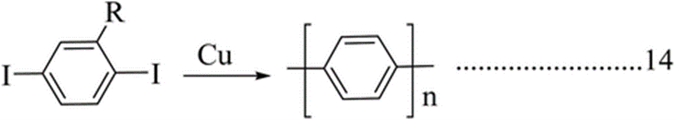
<반응식 9> Ulman 반응을 사용한 폴리(p- 페닐렌)의 합성

전구체 방법은 또한 폴리(p-페닐렌)의 합성을 위해 조사되었다. 전도성 고분자는 본질적으로 불용성이며 불용성 전구체 고분자로부터 표적 고분자를 제조하는 것은 훌륭한 연구 주제이다. Marvels, Grubbs 및 ICI 전구체 방법은 폴리(p-페닐렌) 생산으로 유명하다. Marvels 방법의 주요 단점은 제품의 분자량이 낮고 입체 화학적 제어가 감소한다는 것이다.
전기화학적 합성 및 환원 중합도 폴리(p-페닐렌) 합성에 사용되었다.

### 폴리(p-페닐렌바이닐렌)
폴리(p-페닐렌비닐렌)은 높은 광학적 특성으로 인해 유기 발광 다이오드 제조에 사용된 최초의 전계발광 재료이다. LED 디스플레이 제조를 위해 광범위하게 연구되었다. 폴리(p-페닐렌비닐렌)의 결정학적 연구는 그것의 무정형 성질을 밝혀냈고, 나중에 단사정 단위 셀을 갖는 결정자의 등방성 분포가 관찰되었다. 폴리(p-페닐렌비닐렌)의 경우 결정자 분포는 두 평면에 있는 것으로 나타났다. 폴리(p-페닐렌비닐렌)의 전기적 특성 일부 차수의 변화는 도펀트에 따라 달라지며, 순수한 형태의 절연체 역할을 한다. 깨끗한 폴리(p-페닐렌비닐렌)의 전기적 특성은 구조적 거동과 반응 조건에 따라 달라진다. 도핑될 경우, 전도도가 10-13에서 103 s cm-1로 증가한다. 폴리(p-페닐렌비닐렌)은 LED, 레이저, 광검출기 등과 같은 광전자 분야에서 잠재적인 응용 가능성이 있다.
폴리(p-페닐렌비닐렌)의 제조에는 많은 방법이 있다. Wittig 커플링 반응법이 광범위하게 연구되었다. 이 반응 절차에서 방향족 비스포스포늄 염과 비스알데히드 사이의 커플링은 폴리(p-페닐렌비닐렌)을 생성한다( 반응식 10 ). 또한 디브로모 방향족 화합물과 알킬-치환된 아릴디붕소산의 Pd 촉매 커플링인 스즈키 커플링 반응도 폴리(p-페닐렌비닐렌) 생산에 기여하였다.

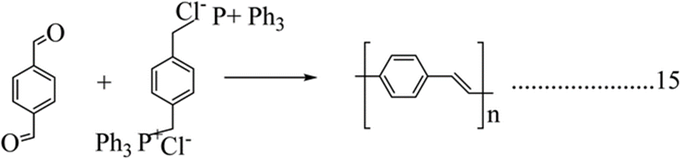
<반응식 10> Wittig 커플링 반응에 의한 폴리(p- 페닐렌 비닐렌)의 합성

전기 중합, 벤조인 축합, 개환 중합, 복분해 중합 및 화학 기상 증착과 같은 다른 합성 방법도 보고되었다.

### 폴리티오펜
폴리티오펜 및 그 유도체는 다른 전도성 고분자에 비해 환경적 안정성, 열적 안정성 및 높은 광학적 특성을 가지며, 그만큼 광범위하게 연구되고 있다. 폴리티오펜은 비선형 광학 장치, 광변색 모듈, 폴리머 LED, 부식 방지 코팅을 제조하는 데 널리 사용되며 에너지 저장 장치에 사용된다. 폴리티오펜의 전자적 및 광학적 특성은 도핑 엔지니어링 또는 화학적 변형에 의해 조절될 수 있다. 폴리티오펜의 밴드갭은 사용된 도펀트와 측쇄에 따라 3-1eV로 다양하다. 폴리(3,4-에틸렌디옥시티오펜)(PEDOT)은 폴리티오펜의 중요한 유도체이며 높은 전기 및 전기 광학 특성에 대해 철저히 연구되었다. PEDOT 유도체의 주요 문제는 물에 대한 불용성이다. 이것은 PEDOT 매트릭스에 폴리설포네이트(PSS)와 같은 고분자 전해질을 도입함으로써 성공적으로 극복되었다. PSS는 전하 균형 메커니즘에 의해 도펀트와 안정제 역할을 한다. PEDOT:PSS 유도체는 높은 전도성, 우수한 기계적 유연성 및 장기적인 열 안정성을 가지고 있다. 폴리티오펜 및 그 유도체의 전기적 특성은 용매 처리, 계면활성제 도입 및 PSS 농도 변화를 통해 향상된다. 폴리(3-헥실티오펜)(P3HT)은 폴리티오펜 유도체의 또 다른 부류이며 그 응용 분야는 주로 광전자 및 전자 분야에 중점을 두고 있다. P3HT는 광범위한 가용성, 저렴한 비용, 잘 알려진 형태 및 쉬운 가공성으로 인해 인기가 있다. P3HT는 반결정질 폴리머이며 그 백본은 분리된 고리와 선형 측쇄로 구성된다. 이 구조적 배열을 통해 형태 공간을 자유롭게 샘플링할 수 있다. P3HT의 유리전이온도는 12°C로 기록되어 있으며 200 MPa에서 1 GPa의 높은 인장탄성률을 가지며 합성방법과 시료의 순도에 따라 변한다.
폴리티오펜은 1980년대 초 Yamamoto 및 Lin-Dudek 경로에 의해 화학적으로 합성되었다( 반응식 11, 12 ). 직접 졸-겔, 산화 합성, 유기 금속 결합 반응, 전기 중합, 주형 보조 합성, 열수 및 용매 열 기술과 같은 다른 고급 기술 이 효과적으로 연구되었다.

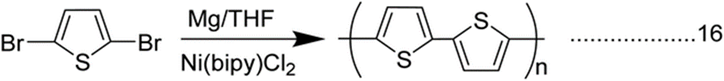
<반응식 11> Yomomoto 경로에 의한 폴리티오펜의 합성

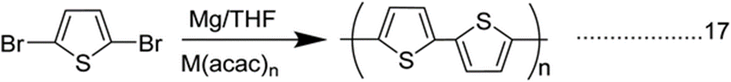
<반응식 12> Lin-Dudek 경로에 의한 폴리티오펜 합성

PEDOT, PEDOT:PSS 및 P3TH와 같은 폴리티오펜 유도체의 합성을 위해 합성물은 녹색 합성, 미세유체 시스템에서의 합성, 전기중합 및 기타 새로운 기술을 포함한 다양한 기술을 사용하여 달성되었다.

## 성질
전도성 고분자는 정전기 방지 물질에서 유망하며, 상업용 디스플레이와 배터리에 사용되어왔다. 문헌에 따르면 이들은 유기 태양 전지, 인쇄 전자 회로, 유기 발광 다이오드, 액추에이터, 전기 크로미즘, 슈퍼 커패시터, 화학 센서, 화학 센서 어레이 및 바이오 센서, 유연한 투명 디스플레이, 전자기 차폐 및 대중적인 투명 전도막(인듐 주석 산화물)의 대체 가능성에서도 유망하다. 또 다른 용도는 마이크로파 흡수 코팅, 특히 스텔스 항공기의 레이더 흡수 코팅이다. 전도성 고분자는 우수한 전기적, 물리적 특성과 낮은 비용으로 가공성이 점점 더 높아지고 있으며, 새로운 응용 분야에서 빠르게 인기를 얻고 있다. 특히 전도성 고분자의 새로운 나노 구조 형태는 높은 표면적과 더 나은 분산성으로 이 분야를 강화시킨다. 연구보고서에 따르면 나노 섬유와 나노 스펀지 형태의 나노 구조 전도성 고분자는 나노 구조가 아닌 고분자에 비해 전기용량 값이 크게 향상되는 것으로 나타났다.
안정적이고 재현 가능한 분산이 가능해짐에 따라 PEDOT와 폴리아닐린은 몇 가지 대규모 응용을 얻었다. PEDOT(poly(3,4-ethylenedioxythiophene))는 주로 정전기 방지 및 PEDOT:PSS 분산액(PSS=polystyrene sulfonic acid) 형태의 투명 전도층으로 사용된다. 폴리아닐린은 인쇄 회로 기판 제조에 널리 사용되는데, 최종 마감 시 구리를 부식으로부터 보호하고 납땜성을 방지하기 위해 사용된다. 또한 폴리인돌은 경쟁자인 폴리아닐린(polyaniline) 및 폴리피롤(polypyrrole)에 비해 높은 산화환원 활성, 열적 안정성, 그리고 느린 분해 특성으로 인해 다양한 응용 분야에서 각광받기 시작하고 있다.

### 광학적 성질[71]
전도성 고분자는 전기 발광(Electroluminescence) 성질을 가질 수 있다. 전기 발광은 전류에 의해 자극되는 발광이다. 1950년대 초 Bernanose와 동료들이 아크리딘 오렌지(acridine orange)와 퀴나크린(quinacrine)의 결정성 박막에서 처음으로 전기 발광을 생성했을 때부터 유기 화합물의 전기 발광이 알려졌다. 1960년 Dow Chemical(미국의 화학 제품 메이커)의 연구원들은 도핑을 이용한 교류 구동 방식의 전기 발광 세포를 개발했다. 얇은 층의 전도성 유기 고분자 필름에 전압을 가하는 경우에도 이와 유사한 발광 현상이 관찰되기도 한다. 전기 발광은 원래 학문적인 관심사가 대부분이었지만, 현대의 전도성 고분자는 낮은 전압의 장치를 통해서도 충분한 전력을 공급하여 실용적인 양의 빛을 생성할 수 있을만큼 전도성이 증가했다. 이러한 특성은 유기 LED, 태양 전지판, 광학 증폭기를 이용한 평면 디스플레이의 개발로 이어졌다.

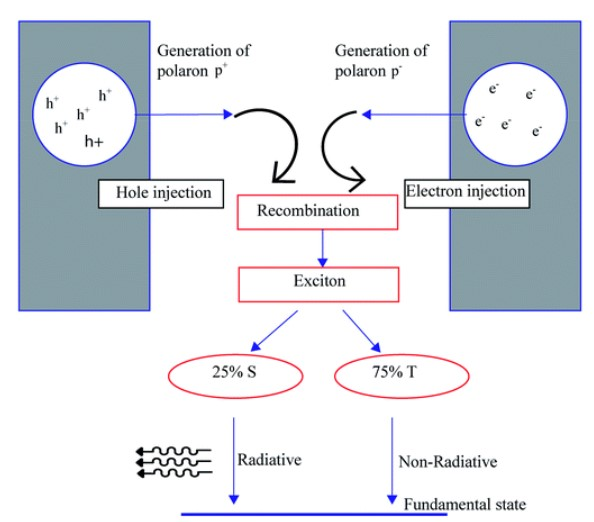
전도성 고분자 다이오드의 전기 발광 메커니즘

그림에서 볼 수 있듯이 전기 발광은 각각의 전극으로부터 전자와 정공을 모두 펌핑해야하며 이 둘이 재결합하여 엑시톤을 형성한다. 이때 엑시톤의 방사성 붕괴가 나타난다.
전도성 고분자에서의 전기발광은 폴리(p-페닐렌 바이닐렌)에서 처음 발견되었다. 폴리(p-페닐렌 바이닐렌)의 밴드갭은 π-π*의 에너지값 사이인 2.5eV 정도로, 녹색-노랑 빛의 발광을 띤다.
전도성 고분자는 또한 형광 혹은 인광을 낼 수 있으며, 도핑되었을 때 더 강한 광학적 성질을 띤다.
전도성 고분자의 광학적 성질의 변화는 화학 반응이나 고분자에 가해지는 strain effect 등과 같은 외부 요인에 의해 발생할 수 있다. 광학 성질에 영향을 주는 물리 화학적 요인은 들뜸, 이온화 불순물, 재결합, 엑시톤, strain 요인 등 많은 요인이 존재한다. 비등방성의 정도, 공액 결합의 길이, topochemical 반응은 광학적 성질에 영향을 주는 특징적인 화학적 요인이다.
Topochemical 반응은 UV의 조사, 감마선, X선의 조사에 의해 일어나며, 용매의 종류에 의해 일어나기도 한다. 이러한 종류의 반응이 일어나기 위해서는 이량체의 입체화학이 가장 가까운 이웃의 이중 결합의 기하 구조에 의해 결정되고 인접한 단량체들 사이의 거리는 4Å보다 작아야 한다.
Topochemical 반응은 폴리다이아세틸렌이나 폴리아닐린과 같은 공액계를 가진 고분자의 중합에서 일어난다. 방사선의 조사는 중합체와 헤드 그룹 사이의 수소결합을 유발한다. 수소 결합으로 인해 고분자의 골격 구조는 구부러지며 지그재그 구조를 형성해 색을 붉은색으로 변화시킨다.
고분자의 공액 사슬 길이가 길수록 π 전자의 수가 증가하여 흡수율이 높아진다.

### 기계적 성질[71]
- 탄성과 Young’s modulus
전도성 고분자는 산화 환원 반응에 의해 탄성을 가질 수 있다. 고분자에 음이온이 제거되거나 첨가되는 경우 입체적인 장애(스트레인)이 생기며 그 크기는 음이온의 수에 따라 달라진다. 적절한 전해질로 양전압을 인가하여 고분자가 산화되면 물질은 고분자로부터 전자를 잃고 전해질 내에 한 쌍의 음이온이 형성된다. 이러한 음이온은 고분자의 팽창을 야기한다. 환원에 따른 수축은 산화에 따른 팽창과 유사하다. 응력-변형 해석의 연구는 AFM, 나노 압입, 기존의 당김 시험, 전기화학 기계식 액추에이터와 같은 다양한 기술을 사용하여 수행되었다.
기계적 물성은 고분자의 분자량에 따라 달라지며, 서로 다른 분자량 Mn = 20, 25, 90, 110 kg/mol이 폴리(3-헥실티오펜)의 모듈러스에 미치는 영향이 조사되었다. 그 결과 분자량이 더 낮은 물질은 부서지기 쉬운 인장 거동, 제약된 분자 이동성, 확장된 사슬 결정이 더 높은 변형률을 견딜 수 없다는 사실이 밝혀졌다.
분자량이 증가하면 moduli는 급격히 증가하며, 300%의 높은 연신율을 갖는다.

## 응용
전도성 고분자가 가장 활발히 연구되고 있는 분야는 유연한 특성을 살릴 수 있는 웨어러블 전자기기이다. P3HT와 같은 용매에 녹을 수 있는 전도성 고분자의 개발은 용액화하여 습식공정이 가능하도록 하였으며, 보다 간편한 인쇄공정을 적용하여 유기 반도체 트랜지스터 및 유기 발광 다이오드(OLED), 태양전지 등 다양한 응용분야에 사용할 수 있음이 알려져 있다.

### 유기 태양 전지[72]
P3HT를 PCBM과 혼합 코팅하여 상 분리 후 활성 층으로 사용하면 태양광을 전기로 변환시키는 유기 태양전지를 만들 수 있다. 전자 주개와 전자 받개가 서로 활발히 상호작용을 함으로써 빛으로부터 생성된 포톤 에너지와 전자를 각 층으로 전달하여 전기를 발생시킨다.

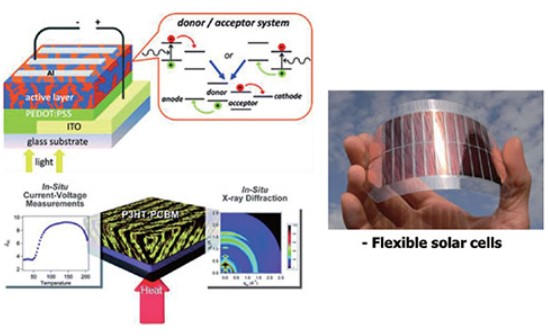
전도성 고분자를 이용한 유연 유기 태양전지

유기 태양 전지의 구조는 크게 이중층 구조와 벌크 이종접합 구조가 있다. 두 구조 중 벌크 이종접합(BHJ)구조의 효율이 더 뛰어나다. 벌크 이종접합 유기 태양전지의 원리는 다음과 같다.

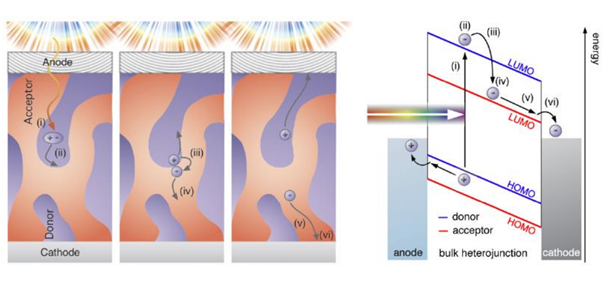
벌크 이종접합 유기 태양전지의 구조와 원리

전자 주개의 최고 점유 분자 오비탈에서 전자가 빛에 의해 점핑해 전자 주개의 최저 비점유 분자 오비탈로 이동하게 되고, 이 전자가 다시 전자 받개의 최저 비점유 분자오비탈로 이동한다. 이 때 전기의 흐름이 생기며 전지로 사용이 가능하다.
이 때 전자 주개와 전자 받개의 종류는 다음과 같다.

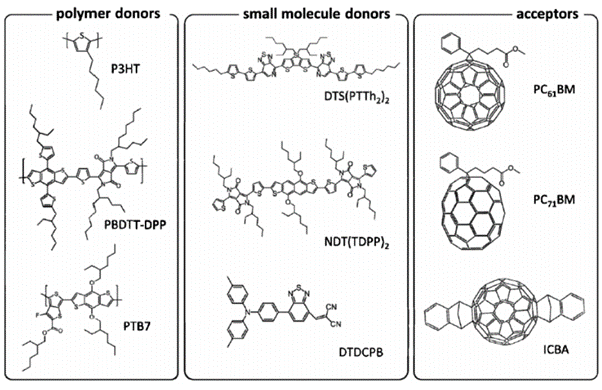
전자 주개와 전자 받개의 종류

초기 P3HT를 이용한 유기 태양전지는 광전효율 5%대로 유연한 특성에도 불구하고 실리콘 태양전지에 미치지 못하였으나, 최근에는 PCDTBT, PTB7 등과 같은 공액분자의 구조를 제어하여 10% 이상의 효율을 보이는 전도성 고분자 기반 유기 태양전지가 개발되었으며, perovskite의 사용을 통해 20%대에 달하는 효율을 보이는 태양전지도 속속 보고되고 있다.

### OLED[72]
OLED의 구조는 위와 같다.

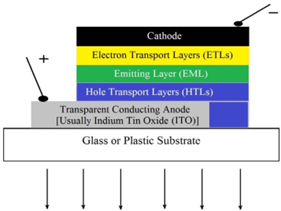
전도성 고분자를 활용한 OLED의 구조

유기 태양전지와 유사한 구조로 OLED는 전도성 고분자 층을 유기발광 층으로 사용하여 전기를 빛으로 변환하여 특정한 색을 나타낸다. 초기에 사용된 OLED용 전도성 고분자는 poly(p-phenylene vinylene, PPV) 또는 PPV를 함유하고 있는 poly[2-methoxy-5-(2-ethylhexyloxy)-1,4-phenylenevinylene](MEH-PPV)와 같은 공중합 유도체를 사용하였다.
OLED용 전도성 고분자는 고분자가 가지고 있는 공액구조의 고유한 특성에 따라 특정 파장의 빛을 방출하게 되며, 이때 파랑, 초록, 빨강 등 다양한 색상을 만들어 낼 수 있다. 지금까지 전도성 고분자를 이용한 전자소자로의 제품화 측면에서 가장 앞서 있다고 볼 수 있다.
cathode에서는 최저 비점유 분자 오비탈에서 전자가, anode에서는 ITO의 최고 점유 분자 오비탈에서 hole이 들어오며 각각 ETLs(전자 운반층), HTLs(hole 운반층)을 지나 emitting layer(발산층)에서 만나 빛을 발산한다 이 때 발산하는 빛의 색은 발산층을 이루는 물질의 종류에 따라 달라진다.

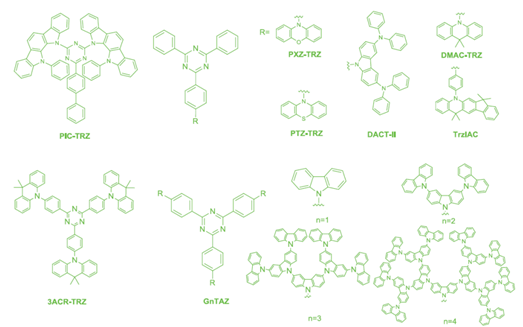

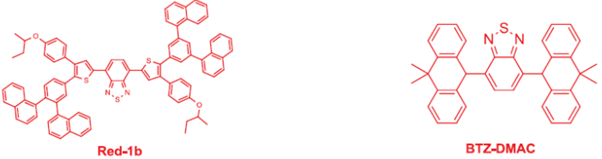

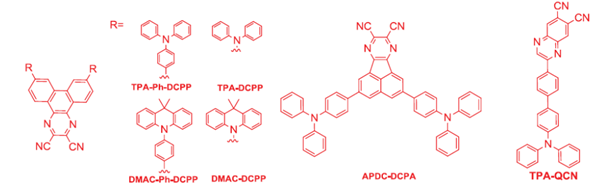

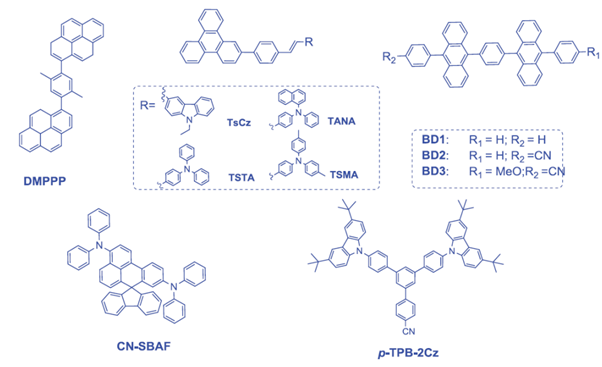

발산층을 이루는 물질의 종류와 색상은 다음과 같다.

### 생체 센서[73]
전도성 고분자가 나타내는 우수한 전기전도성, 가공성, 변형성을 기반으로 조직재생용 생체재료, 광열특성을 가지는 암 치료제, 생체 전극 등의 다 양한 응용에 관한 연구이다. 특히 생체 센서 및 생 체 전극으로의 응용이 폭넓게 연구되고 있는데, 이는 세 가지 전도성 고분자가 지니는 장점에서 기인한다. 첫째로, 전도성 고분자가 지니는 높은 전기전도성과 친수성은 신체에 삽입 가능한 생체 전극으로 사용할 시 전기적 신호를 신호의 매개가 용이하다. 둘째, 항체, DNA/RNA, 단백질, 약물과 같은 생체 분자들을 전도성 고분자에 선택적으로 부가하여, 새로운 특성 및 생체 시스템과의 상호 작용을 특성화 및 생체 적합성을 향상시킬 수 있다. 셋째, 일반적인 금속성 재료는 수십 GPa 이상의 높은 경도와 비유연성을 갖는 것에 비하여, 전도성 고분자는 수 - 수백 MPa의 경도와 일부 유연성과 연성을 나타내어, 상대적으로 신체 조직과 계면을 이룰 때에 금속에 비해 생체 적합성이 우수하다.

#### 글루코오스 센서

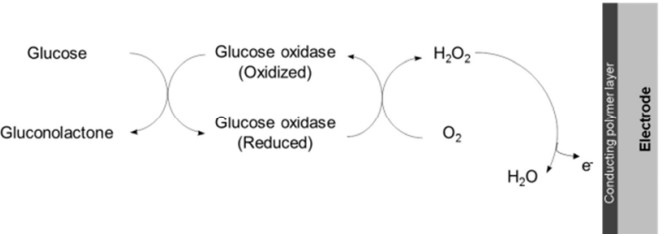
글루코오스 센서 원리

글루코오스 센서는 전도성 고분자 전극 및 필름을 사용하여 전기화학적 방식으로 글루코오스를 검출하는 구성으로 제작되고 있다. 정상 혈액 내 글루코오스 농도는 약 3.5∼6.1 mM 범위인 반면, 비정상 혈액 내 글루코오스 농도는 20 mM에 이르기 때문에 당뇨병 예방 및 진단을 위하여 혈액 내 글루코오스의 농도 변화를 정밀하게 검지하는 것이 매우 중요하다. 글루코오스 센서는 글루코오스 산화효소 또는 글루코오스 탈수소효소를 센서에 포함시켜 혈액내의 글루코오스를 산화시키며, 이 과정에서 발생하는 전자의 이동을 전도성 재료를 매개로 전기적 신호로서 감지한다. 기존의 글루코오스 센서를 이루는 금속과 같은 전기적 신호 매개 물질은 효소의 활성 저하 및 인체 조직적합성의 문제가 있었다. 이에 반하여, 전도성 고분자를 전극 매개 물질로 사용하는 경우 친수성 및 양전하적 성질을 제공할 수 있기 때문에 글루코오스 산화효소를 안정적으로 고정화시키고 조직적 합성을 향상시킬 수 있는 것으로 보고되고 있다.

#### 도파민 센서

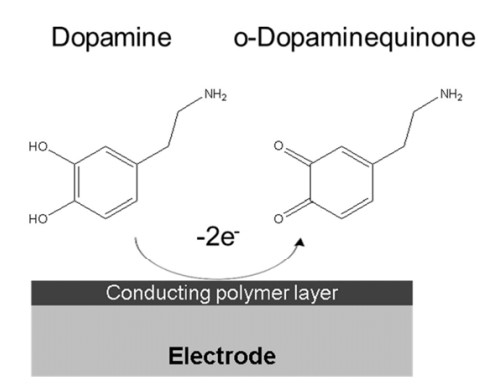
도파민 센서 모식도

파킨슨 병의 특징 중 하나는 뇌의 흑질 부위에 있는 뉴런에서 도파민이라는 신경물질이 전달될 때 전달되는 도파민의 양이 적게 분비된다는 것이다. 따라서, 파킨슨병 환자의 진단과 치료를 위한 도파민 센서에 대한 관심이 높아지고 있다. 도파민을 검출하기 위한 생체 센서는 전극 표면을 음전하를 띄는 표면으로 개질 시키거나 낮은 전압을 가해 도파민을 산화시켜 측정하는 방법이 일반 적으로 사용되고 있다.
도파민 센서에서의 큰 과제는 아스코베이트나 요소 또한 같이 감지되는 것인데, 이를 극복하기 위해 음전하를 과량 유도하도록 화학적으로 개질된 전도성 고분자를 센서에 유도하여 적용하는 연구가 발표되었다.

#### 요소 센서
폴리피롤과 같은 전도성 고분자 또는 전도성 고분자 나노섬유 와 은 나노입자의 복합체를 제조하여 요소 검출의 민감성과 선택성을 높인 연구가 소개되었다.

### 리튬 이온 배터리[74]
전도성 고분자의 산화-환원능력은 도핑 상태에 따라 양극(n형 전도성 고분자), 음극(p형 전도성 고분자) 모두 적용 가능하지만 대부분 이차 전지 연구에서는 전도성 고분자의 낮은 가격, 화학적 개질의 용이성 때문에 양극으로서 금속계 음극물질과의 조합이 많이 이루어졌다. 하지만 순수한 전도성 고분자들을 양극으로 적용하였을 때 낮은 반복 수명성과 전기전도성, 충전용량이라는 한계성을 가지고 있다. 이러한 점을 극복하기 위해 전도성 고분자와 무기물 또는 탄소계 재료의 복합체 전극에 대한 연구가 많이 진행되고 있다.

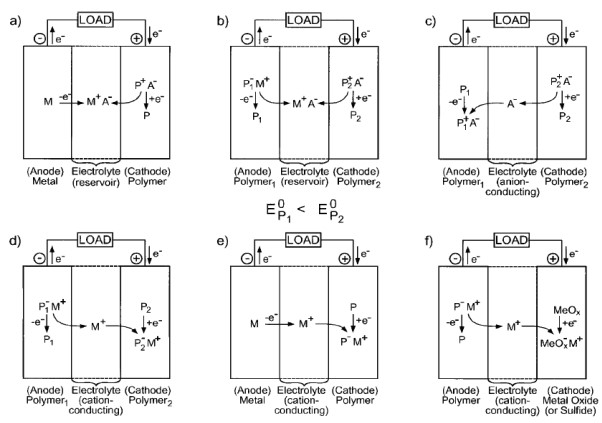
전도성 고분자를 이용한 이차 전지의 충전 원리 : (a) 금속/고분자(음이온 삽입), (b) 폴리머/폴리머(P1 양이온 삽입, P2 음이온 삽입), (c) 폴리머/폴리머(모두 음이온 삽입), (d) 폴리머/폴리머(모두 양이온 삽입), (e) 금속/고분자(양이온 삽입), (f) 고분자/금속 산화물 또는 황화물(P 양이온 삽입)

전도성 고분자는 복합체 내에서 금속 또는 준금속의 부피팽창 완충작용을 하여 응력을 완화시키고, 전기적으로 집전체와 연결을 유지시키므로 안정적인 수명 특성을 기대할 수 있다. 전도성 고분자와 V2O5 복합 전극에서 전도성 고분자는 V2O5 내부로 intercalation되어 V2O5 층간 거리를 확장시키고 이에 따라 충전용량의 향상 효과가 있기 때문에 이에 관한 많은 연구가 진행되었다.
전도성 고분자의 또 다른 특징 중 하나는 전도성이 있는 물질에 쉽게 전해중합이 가능하다는 것이다. 이와 같은 특성은 나노구조로 설계된 전극이나 다공성 물질과 복합전극으로 활용 시 전극 구조를 유지하는 동 시에 전극성능을 향상시킬 수 있으므로 더 큰 효과를 볼 수 있다. 그 예로 다공성 니켈 폼에 전해 중합된 PANi 복합전극은 보다 향상된 전기 전도성과 용량, 안정성을 제공한다는 연구가 보고되었다.

## 기타

### 응용의 장벽
대부분의 전도성 고분자는 산화적 도핑이 필요하기 때문에 결과 상태의 특성이 매우 중요하다. 이러한 재료는 소금(고분자 소금)과 유사한데, 이로 인해 유기 용매와 물에 대한 용해도가 감소하여 가공성이 낮아진다. 게다가 대전된 유기 골격은 종종 대기의 습기에 대해 불안정하다. 많은 고분자의 대한 낮은 공정성으로 인해 가용화 및 치환기의 도입이 필요하다. 따라서 합성이 더욱 복잡해질 수 있다.
전도성 고분자가 대부분 불용성이라는 실험적이고 이론적인 열역학적 증거는 이 물질이 분산에 의해서만 처리될 수 있다는 점을 시사한다.

### 트렌드
가장 최근에 강조된 것은 유기 발광 다이오드와 유기 고분자 태양 전지에 관한 것이다. 유기전자협회(The Organic Electronics Association)는 유기 반도체의 응용을 촉진하기 위한 국제적인 플랫폼이다. 전자파 간섭(EMI) 및 정전기 방전(ESD) 보호 기능을 포함시키거나 향상시킨 전도성 고분자 제품은 원형과 생산 품 모두를 이끌어 왔다. 예를 들어, 오클랜드 대학의 고분자 전자 연구 센터는 간단하고, 빠르고, 민감한 유전자 감지를 위한 전도성 고분자, 광발광 고분자 및 무기 나노 결정(양자점)을 기반으로 하여 새로운 DNA 센서 기술을 개발하고 있다. 일반적인 전도성 고분자는 높은 전도성을 생성하기 위해 "도핑"되어야 한다. 2001년 기준, 본질적으로 전기 전도성이 있는 유기 고분자가 발견되었다는 기록이 있다. 최근(2020년 기준) IMDEA 나노과학 연구소 연구원들은 양자 수준에 가까운 1D 고분자는 좁은 밴드갭을 특징으로 갖는다는 합리적인 공학을 실험적으로 입증하였다.

## 같이 보기
- 유기 반도체